# Z. Gács György
Z. Gács György (Budapest, 1914. október 18. – Budapest, 1978. május 1.) kétszeres Munkácsy-díjas magyar festő- és iparművész.

## Életpályája
Z. Gács György építészethez kötődő családba született. Anyai nagyapja az a Palóczi Antal építész volt, aki a modern urbanisztikai gondolkodás, a vasbeton alkalmazásának első hazai szószólója volt. A fiú előbb Vaszary János és Szőnyi István szabadiskolájában tanult, és 1934-ben bekapcsolódott a Szocialista Képzőművészek Csoportjának munkájába. 1935-ben felvételt nyert a Képzőművészeti Főiskolára. Festőművészetet tanult, ahol Benkhard Ágost, majd 1937-től Szőnyi István tanítványa volt. 1940-ben végzett, szakdolgozatának címe Az építészet és a festészet mai alakulása volt. A munka a Bauhaus szellemében íródott, és mintegy előre jelezte a művész majdani érdeklődését, illetve munkásságának jövőbeli alakulását. Egyelőre azonban még jó ideig táblaképeket festett, és már 1939-től részt vett különböző csoportos kiállításokon. A figyelmet az 1942-es Balatoni Ösztöndíjasok Kiállításán keltette fel maga iránt. Ennek ellenére első önálló kiállítását csak 1957-ben rendezhette meg.
1940–1944 között egy ipari tanonciskolában, majd 1945–1953 között a Képző- és Iparművészeti Szakközépiskolában tanított, ahol Báthory Júliával közösen megszervezte a középszintű üvegtervező oktatást. 1950–1952 között az intézmény igazgatója volt. 1949-ben részt vett a Képzőművészeti Alap és a Képzőművészek Szövetségének megalapításában és tevékenységében. 1953-ban megjelent A festészet technológiája című könyve. Ebben az évben az Iparművészeti Főiskola tanára lett, és a díszítőfestő tanszak vezetőjeként létrehozta az üvegtanszéket. 1965-től haláláig a Szilikátipari Tervező tanszék vezetője volt. Közben, 1962–1978 között a Képzőművészeti Főiskolán is tanított. 1979-ben, már halála után jelent meg a számos társszerzővel közösen írt, A képzőművészet iskolája 2. kötete, amelyben A rajz és a festészet új eszközei című fejezet az ő munkája.

## Munkássága
Művészetében az 1960-as évek végéig a festészet, a grafika volt a meghatározó. Festészetének gyakori műfaja a tájkép és a portré, linómetszeteiben politikai tartalmat is fel lehet fedezni. Az 1967-es szombathelyi kiállításon az anyagát még a táblaképek és a grafika uralt, de már megjelent egy építészettel kapcsolatos anyag is. A következő évben viszont már nem állít ki festményt: betonkép, zománckép, üvegplasztika, domborított vörösréz és kerámia foglalja el a helyüket. Z. Gács művészetében új fejezet kezdődött, amely azonban logikusan következett addigi életművéből, gondolkodásából. „Különösen Picasso óta a művésznek teljes szabadsága van, hogy olyan anyagot, eszközt használjon, amit éppen a legalkalmasabbnak vél érzése, fantáziája kifejezésére” – mondta. Különösen kedvelte az üveget. Első megbízatása a dunaújvárosi művelődési központ kupolája volt (1953–1955), ami még a hagyományosnak mondható technikával (egyben a kor stílusjegyeit magán viselve) készült, de a kecskeméti Aranyhomok szállodába már síküveg alapra ragasztott színes mozaikot tervezett. A technika megváltozásából következően egyúttal a nonfiguratív ábrázolás felé is fordult. Épületekhez készült munkáit mindig a gyakorlathoz igazította, praktikus célt szolgáltak. Ezzel aratott sikert az 1969-es nürnbergi konstruktivista biennálén is. Üvegkompozíciói lassan kinőttek a síkból, körüljárható szobrokat, plasztikákat kezdett készíteni. Az egymáshoz ragasztott üveglapokból felépített, gondosan kimunkált testek, kockák szinte felbontják magukat, mert az átlátszó üveg – a fénytörés törvényei értelmében – különböző színű alakzatokra bomlik. Készített olyan üvegkompozíciót is, ahol színes elemeket vagy fémet is közbeiktatott, ezzel is fokozva színek játékát, s így a kompozíció a nap minden órájában más és más arcát mutatta. „Üvegkompozíciói … kinetikus tartalmat rejtenek” – vette észre már ekkor Frank János  művészettörténész. Innen már valóban csak egy lépés volt a kinetikus szobrok megtalálása, első mobiljának címe: A kortárs építészet üdvözlése. Ezzel új műfajt honosított meg Magyarországon.
Z. Gács György minden anyagot előítéletektől mentesen, szívesen kipróbáló mesterember volt. Kiállt a művészet különböző ágainak egysége, sőt a tudomány és a művészet szövetsége mellett. Sok mindent ő fedezett fel itthon, lerakta az alapokat, amit aztán mások bontottak ki, fejlesztettek tovább. Meghonosította a vaszománcot, elindította az művészeti üvegképzést, faliképet készített betonból és égetett tufából, és ő indította el a kinetikus vagy mobil szobrászatot.

## Kiállításai

### Egyéni kiállítások
- 1957 – Fényes Adolf Terem, Budapest
- 1967 – Savaria Múzeum, Szombathely
- 1967 – Xántus János Múzeum, Győr
- 1968 – Bakony Múzeum, Veszprém
- 1968 – Kuny Domonkos Múzeum, Tata
- 1968 – Kulturális Kapcsolatok Intézete, Budapest
- 1969 – Művelődési Ház, Gyöngyös
- 1969 – Déryné Művelődési Ház, Jászberény
- 1970–71 – Iparművészeti Múzeum, Budapest
- 1974 – Nagytétényi Kastélymúzeum, Budapest
- 1976 – Vármúzeum, Esztergom
- 1976 – Városi Művelődési Központ, Hajdúböszörmény
- 1979 – Kossuth Lajos Tudományegyetem, Debrecen
- 1979 – Szentendrei Képtár
- 1985 – Bartók 32 Galéria, Budapest

### Csoportos kiállítások
- 1939–40 – Szinyei Fiatalok
- 1940 – Balatoni Őszi Tárlat
- 1940 – XVI. Tavaszi Szalon
- 1942 – Balatoni Ösztöndíjasok Kiállítása. Nemzeti Szalon
- 1943 – Képzőművészek Új Társasága (KÚT) kiállítás
- 1944 – Csoportkiállítás
- 1945 – Az első Szabad Nemzeti Kiállítás. Régi Műcsarnok, Budapest
- 1946 – A magyar képzőművészetért. Ernst Múzeum, Budapest
- 1947 – Képzőművészetünk a felszabadulás óta. Fővárosi Képtár, Budapest
- 1947 – Magyar Pedagógusok Szabad Szakszervezetének 1. Képzőművészeti kiállítása
- 1947 – Fókusz Galéria 2. kiállítása
- 1948 – Fővárosi Képtár XXXV. kiállítása
- 1948 – Stockholmi grafikai kiállítás, Nemzeti Múzeum, Stockholm
- 1948 – Képzőművészet, iparművészet és fotó. Fővárosi Képtár, Budapest
- 1948 – Száz magyar művész alkotásai. Fővárosi Képtár, Budapest
- 1948 – A magyar grafika 100 éve. Fővárosi Képtár, Budapest
- 1949 – Budai képzőművészek csoportja. Magyar Munkásmozgalmi Múzeum, Budapest
- 1950 – Pedagógusok Szakszervezetének kiállítása
- 1950 – 1. Magyar Képzőművészeti kiállítás. Műcsarnok, Budapest
- 1952 – I. Országos Iparművészeti kiállítás. Ernst Múzeum, Budapest
- 1955 – II. Országos Iparművészeti kiállítás. Műcsarnok, Budapest
- 1955 – 6. Magyar Képzőművészeti kiállítás. Tornyai János Múzeum, Hódmezővásárhely
- 1957 – Tudományos Ismeretterjesztő Társulat. Szombathely
- 1959 – Tavaszi Tárlat. Műcsarnok, Budapest
- 1962 – 9. Vásárhelyi őszi tárlat. Tornyai János Múzeum, Hódmezővásárhely
- 1964 – Szocialista Képzőművészek Csoportjának kiállítása 1934–1944. Magyar Nemzeti Galéria, Budapest
- 1964 – 11. Vásárhelyi őszi tárlat. Magyar Nemzeti Galéria, Budapest
- 1965 – Magyar képzőművészek a fasizmus ellen. Magyar Nemzeti Galéria, Budapest
- 1965 – Művészet és ellenállás Európában. Bologna, Torino
- 1965 – 10. Magyar Képzőművészeti kiállítás. Műcsarnok, Budapest
- 1965 – Húsz év szerzeményei. Tornyai János Múzeum, Hódmezővásárhely
- 1965 – 12. Vásárhelyi Őszi Tárlat. Tornyai János Múzeum, Hódmezővásárhely
- 1968 – 11. Magyar Képzőművészeti kiállítás. Műcsarnok, Budapest
- 1968 – 15. Vásárhelyi Őszi Tárlat. Tornyai János Múzeum, Hódmezővásárhely
- 1969 – Konstruktív Művészeti Biennále. Nürnberg
- 1971 – Új művek. Műcsarnok, Budapest
- 1971 – I. Országos Zománcművészeti Biennále. Salgótarján
- 1972 – Konstruktivista tendenciák a magyar művészetben. Dallas Terem, Bukarest
- 1972 – Modern művészet. Łódź
- 1972 – Murális tervek és anyagkísérletek. Iparterv
- 1974 – Vásárhelyi tárlat. Magyar Nemzeti Galéria, Budapest
- 1974 – Mai Magyar Iparművészet II. Iparművészeti Múzeum, Budapest
- 1975 – Jubileumi Képzőművészeti kiállítás. Műcsarnok, Budapest
- 1977 – A szentendrei művészet 50 éve (rendezés). Ferenczy Múzeum, Szentendre
- 1977 – Festészet ’77. Műcsarnok, Budapest
- 1978 – Pest megyei tárlat. Szentendrei Képtár, Szentendre
- 1978 – Mai magyar iparművészet. Iparművészeti Múzeum, Budapest
- 1979 – A hódmezővásárhelyi őszi tárlatok negyedszázados jubileuma alkalmából rendezett retrospektív kiállítás. Műcsarnok, Budapest
- 1979 – A szentendrei régi művésztelep jubileumi kiállítása 1929–1979. Szentendrei Képtár, Szentendre
- 1993 – Stúdióüveg. Szentendrei Képtár, Szentendre
- 2004 – Transzflexió – Üveg, transzparencia, reflexió. Gödör Klub, Budapest

## Művei közgyűjteményekben
- Ferenczy Múzeum, Szentendre
- Fővárosi Képtár, Budapest
- Iparművészeti Múzeum, Budapest
- Janus Pannonius Múzeum, Pécs
- Laczkó Dezső Múzeum, Veszprém
- Magyar Nemzeti Galéria, Budapest
- Műszaki Múzeum, Budapest
- Tornyai János Múzeum, Hódmezővásárhely

## Köztéri művei
- 1948 – Sgraffito. Úttörővasút, későbbi Gyermekvasút Széchenyihegy állomás motorszín,  Budapest
- 1948 – Sgraffito. Úttörővasút, későbbi Gyermekvasút Úttörőváros (ma Csillbérc) állomás,  Budapest [Megsemmisült]
- 1948 – Sgraffito. Úttörővasút, későbbi Gyermekvasút Előre (ma Virágvölgy) állomás Budapest
- 1950 – Üvegablak. Népművelési Intézet, Budapest
- 1953–55 – János vitéz, üvegkupola, üvegablak. Bartók Béla Művelődési Ház, Dunaújváros
- 1953 – Festett üvegablak (Pituk Józseffel). Vasútállomás félemelet, Székesfehérvár
- 1958 – Sgraffito díszítések. Újpesti házak
- 1959 – Három gesso. Török u. könyvtár, Budapest
- 1962 – Üvegmozaik. Aranyhomok szálloda, Kecskemét
- 1962–64 – Kerámiával borított üvegfal. Előadóterem, Szakszervezeti Székház, Miskolc
- 1965 – Üvegablak. Közlekedési Múzeum, Budapest
- 1966 – Műmárvány falkép. Berhidai Általános Iskola, Budapest
- 1967 – Prizmás üvegkompozíció. Ofotért, Váci u., Kecskeméti u., Budapest
- 1968 – Üvegablakok. Petőfi Irodalmi Múzeum, Budapest
- 1970 – Előtető fríz. Afit épület, Sopron
- 1970 – Krómacél szerkezet. Afit Székház, Budapest
- 1976 – Fali üvegplasztika. A Budapest Bábszínház előcsarnoka

## Díjai, elismerései
- 1948 – Festészeti ösztöndíj, Bulgária
- 1949 – Római ösztöndíj
- 1956 – Munkácsy Mihály-díj
- 1968 – A Munka Érdemrend arany fokozata
- 1970 – Munkácsy Mihály-díj
- 1974 – Érdemes művész